# Vincent-Marie Viénot de Vaublanc
Vincent-Marie Viénot de Vaublanc (2. března 1756 Fort-Liberté (tehdy Fort-Dauphin), Haiti (tehdejší Santo-Domingo) – 21. srpna 1845 Paříž) byl francouzský roajalistický politik, ministr vnitra a spisovatel. Používal rovněž pseudonym L.-P. de Segur.

## Životopis

### Mládí
De Vaublanc se narodil v burgundské šlechtické rodině v dnešním Haiti, jeho otec Vivant-François Viénot de Vaublanc byl velitelem zdejší pevnosti Fort Saint-Louis. Ve Francii byl poprvé v 7 letech. Vystudoval Prytanée national militaire v La Flèche a École Militaire v Paříži. Ještě než školu dokončil obdržel od hraběte provenceského (pozdějšího Ludvíka XVIII) Řád svatého Lazara. Poté vykonával nějakou dobu vojenskou službu. V roce 1782 se oženil s Charlotte de Fontenelle.

### Politická dráha

#### Politická dráha do roku 1804
Vystoupil z armády a roku 1789 byl zvolen poslancem zasedání generálních stavů za šlechtu. V té době byl starostou města Mellun. V září 1791 byl zvolen do Národního shromáždění a royalistickou většinou zvolen předsedou shromáždění a v letech 1791-1792 stál i v čele klubu feuillantů (konstituční monarchisté).
Postupně svými názory a umírněným vystupováním a mj. i obranou La Fayetta vzbudil nenávist levicových revolucionářů. V den útoku na Tuilerijský palác (10. srpna 1792) jen o vlásek unikl pokusu o zavraždění, když čin v poslední chvíli zmařil mladý kapitán zákopníků budoucí generál císařství Bertrand svým přesným sekem šavle. Vaublanc se stal rovněž očitým svědkem příchodu královské rodiny pod ochranu parlamentu, což popisuje ve svých Pamětech. Varován se včas uchýlil do ilegality a 3. září 1792 byl svědkem průvodu vrahů nesoucích na tyči napíchnutou hlavu princezny Lamballové.
Během hrůzovlády se skrýval na různých místech jižní a západní Francie a z ilegality vystoupil až po pádu Robespierra (27. července 1794) a roku 1795 se vrátil do Paříže. Pod pseudonymem Segur publikoval významné politologické dílo „Reflexions sur les bases d'une constitution“ („Úvahy o základech ústavy“), kde se vyslovuje pro dvoukomorový parlament a jednu osobnost v čele exekutivy. K návrhům bylo částečně přihlédnuto při tvorbě Ústavy roku III a následném zřízení Rady starších a Rady 500. Jako přední politik monarchistického světonázoru se podílel na událostech 13. vendemiaire (5. října 1796), kdy zazářila vycházející hvězda dosud neznámého generála Buonaparte, ale i dalších zvratech tehdejší doby, jako byl 18. fructidor (4. září 1797), po kterém hrozilo Vaublancovi (ale i dalším, mj. Carnotovi) zatčení a proto volil emigraci do Švýcarska a do Itálie. Po státním převratu 18. brumaire (10. listopadu 1799) se Vaublanc vrátil zpět do Francie a byl představen prvnímu konzulovi Napoleonovi Bonaparte. Stal se členem Legislativní rady (Corps legislatif) a byl krátce i jejím předsedou (21. dubna - 4. května 1803). K Napoleonovi cítil obrovský respekt a obdiv a zejména si ho cenil jako otce Code civil.

#### Politická dráha v letech 1804–1845
Od 1. února 1805 byl jmenován prefektem departementu Moselle a zůstal jím až do roku 1814. Napoleon si cenil jeho práce a roku 1809 jej jmenoval důstojníkem Čestné legie a téhož roku jej obdaroval dědičným titulem baron císařství. Pak roku 1813 ho dokonce poctil titulem hrabě císařství. Téhož roku Vaublac při audienci u císaře v rozhovoru s ním ostře kritizoval samotný princip neúspěšné ruské kampaně. Sídlo úřadu Vaublanca byly Mety a zde v roce 1813 v důsledku koncentrace zraněných a nemocných vojáků vypukla epidemie skvrnitého tyfu, kterým onemocněl i Vaublanc a jen těsně unikl smrti. Roku 1814 otevřel brány Met spojencům.
Ve funkci prefekta potvrzen i po první Restauraci. V prosinci 1814 byl Ludvíkem XVIII. jmenován velkodůstojníkem Čestné legie. Po návratu Napoleona z Elby zůstal věrný Ludvíkovi XVIII. a spolu s maršálem Oudinotem se snažili v Metách zabránit bonapartistům v uchopení moci. Byl však nucen opustit Mety před hrozbou zatčení a odjel do Gentu za Ludvíkem XVIII. Během druhé restaurace patřil Vaublanc k nejhorlivějším propagátorům ultraroyalistických idejí v tzv. chambre introuvable (první zákonodárný sbor po Restauraci - nástroj bílého teroru) a na doporučení hraběte d'Artois se stal ve vládě Richelieuově francouzským ministrem vnitra (26. září 1815). Úřad vykonával v ostře konzervativním duchu a po odmítnutí jím navrhované změny volebního zákona 8. května 1816 odstoupil z funkce. Král ho jmenoval členem královské tajné rady. Na veřejnou politickou scénu se vrátil roku 1820 jako poslanec za departement Calvados. Byl pak potvrzen v úřadu volbami 1821 a 1824. V dalších volbách 1827 už zvolen nebyl. Roku 1830 ho král Karel X. opět jmenoval členem královské tajné rady. S nástupem Ludvíka Filipa Orleánského skončila politická Vaublancova kariéra. Vaublanc se poté věnoval jen psaní svého zásadního díla Memoires sur la Revolution de France (Vzpomínky na francouzskou revoluci - Paříž, 1833, 4 sv.) a řady dalších publikací.
Zemřel 89letý, částečně osleplý ve svém domě na Rue du Bac v Paříži v roce 1845.

## Dílo

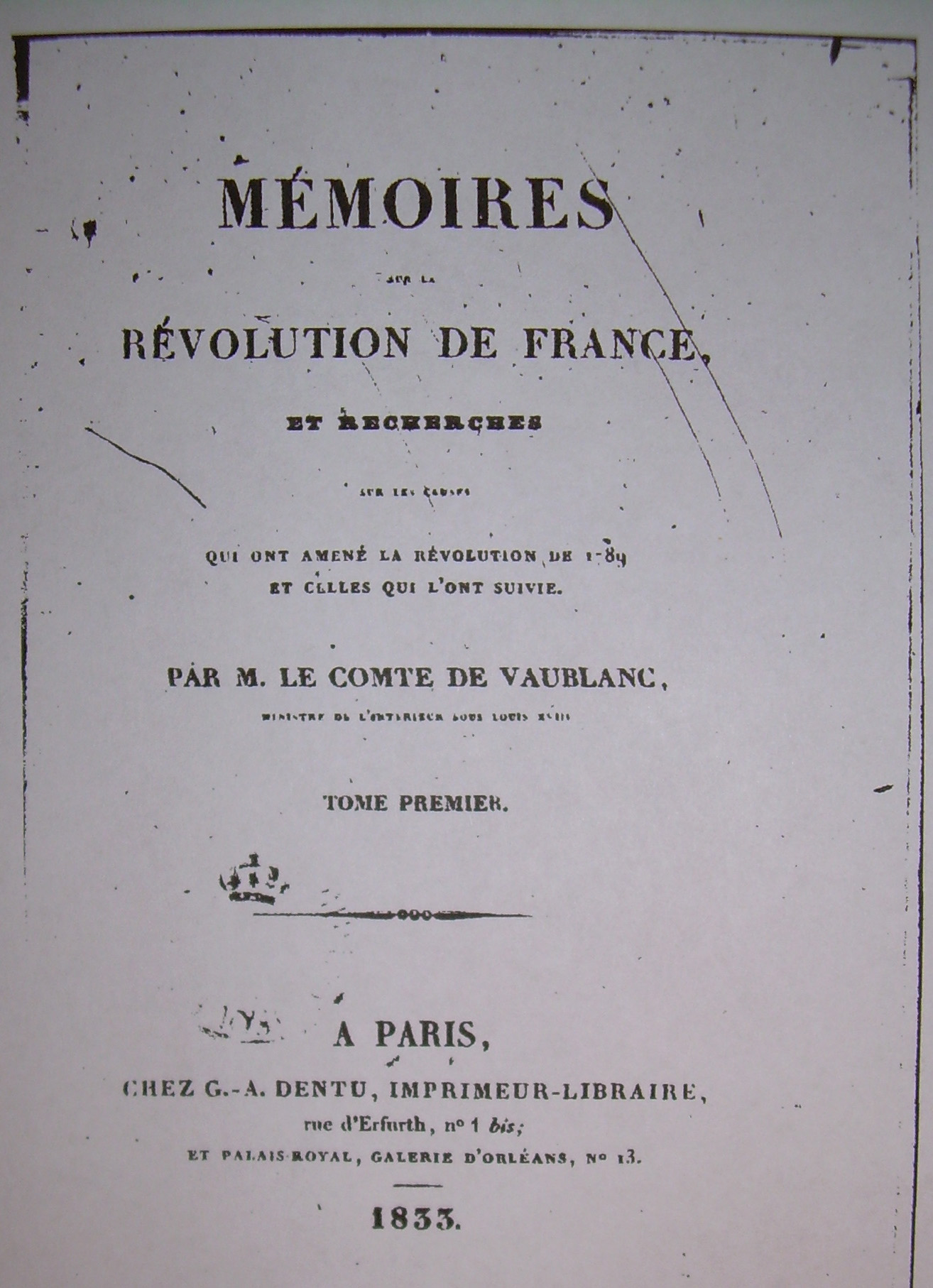
I. svazek Mémoires sur la Révolution de France

- 1792 Rapport sur les honneurs et récompenses militaires, le 28 janvier 1792, fait à l’Assemblée nationale, au nom du Comité d’instruction publique (1792), viz gallica.bnf.fr
- 1795 Réflexions sur les bases d’une constitution (pod pseudonymem) „L.-P. de Segur“
- Considérations critiques sur la nouvelle ère, sous la forme d’un discours à la tribune du Conseil des Cinq-Cens (1801), viz gallica.bnf.fr dostupné jako mikrofiš (Witney 1993) v „The French Revolution research collection“
- 1808 Rivalité de la France et de l'Angleterre
- 1818 Tables synchroniques de l'histoire de France
- 1819 Le dernier des Césars ou la chute de l'Empire romain d'Orient
- 1822 Du commerce de la France en 1820 et 1821, Paris, chez J-C Trouvé et chez Goujon
- 1828 Des administrations provinciales et municipales (1828), viz gallica.bnf.fr
- 1833 Mémoires sur la Révolution de France et recherches sur les causes qui ont amené la Révolution de 1789 et celles qui l’ont suivie (4 svazky, 1833), viz gallica.bnf.fr I. svazek, II. svazek, III. svazek, IV. svazek
- 1839 Souvenirs (2 svazky)
- 1838 Fastes mémorables de la France
- 1792 Rapport sur les honneurs et récompenses militaires, le 28 janvier 1792, fait à l'Assemblée nationale, au nom du Comité d'instruction publique
- 1795 Réflexions sur les bases d'une constitution under the pseudonym L.-P. de Segur
- 1808 Rivalité de la France et de l'Angleterre
- 1818 Tables synchroniques de l'histoire de France
- 1819 Le dernier des Césars ou la chute de l'Empire romain d'Orient
- 1822 Du commerce de la France en 1820 et 1821, Paris, chez J-C Trouvé et chez Goujon
- 1828 Des administrations provinciales et municipales
- 1833 Mémoires sur la Révolution de France et recherches sur les causes qui ont amené la Révolution de 1789 et celles qui l'ont suivie (4 volumes)
- 1833 Essai sur l'instruction et l'éducation d'un prince au XIXeme siècle, destiné au duc de Bordeaux
- 1839 Souvenirs (2 volumes)
- 1839 Soliman II, Attila, Aristomène (tragedies, 200 copies printed)
- 1843 De la navigation des colonies
- Un an sur la grand'route
- Le courage des françaises